# 渡边士式
渡边士式（日语：／ Watanabe Kotonori，？—1657年6月12日），又名武林治庵（／ Takebayashi Jian），本名孟二宽，是日本安土桃山时代后期至江户时代前期的人物。本为大明杭州人士，后到日本，以医术仕于赤穗藩浅野家。
赤穗四十七浪士中的武林隆重是他的孙子。

## 生平
其人早年经历不明，但有记载说他是孟子的61世孙；據稱是东晋將領孟龙符後裔，具體世系出自宋哲宗皇后昭慈圣献皇后孟氏外戚一族，家族遷居杭州:102。到日本的缘由有3种说法。
1. 在万历朝鲜之役中，孟二宽被派遣到朝鲜，做全罗道兵马节度使李福男之子李圣贤的随从。他与李圣贤一同被毛利家俘虏，送到日本。[3]:98,99
2. 万历朝鲜之役中，和歌山藩主浅野幸长的家臣龟田高纲随主君出征朝鲜，在府山与明军作战，俘虏了一名叫做“武林隆”的人，即是孟二宽。孟二宽后来事奉浅野家当主幸长，后改以浅野分家的浅野长重（后来的赤穗藩初代当主浅野长直（日语：浅野长直）之父）为主君。称“武林唯右卫门”之名。[3]:101
3. 孟二宽仅仅是漂流到日本长门国的明国人。[3]:145[4]:2

有说法认为他到达长门之后成为医生:102:145，但如果第2说正确的话，他就是先以医术之长成为浅野幸长的家臣，后随浅野家移封从和歌山藩来到长门，之后转到分家长重的麾下:101。
孟二宽取家乡杭州（武林）的“武林”二字为苗字，称武林治庵士式:102:144；后来又与日本人渡边氏结婚，因此使用渡边为苗字，称渡边治庵:145。渡边氏为续弦，他与之前妻子生的孩子以武林为苗字，与渡边氏结婚后的孩子以渡边为苗字:145。
渡边士式死于1657年（明历3年），葬于今广岛市的国泰寺，法名治庵玄道大德。:101-103:144-146:2
他有一子渡边式重，后来成为赤穗藩的家臣:145。赤穗四十七浪士中的武林隆重是渡边式重次子，渡边士式之孙:97。